# Franz-Joseph Peine

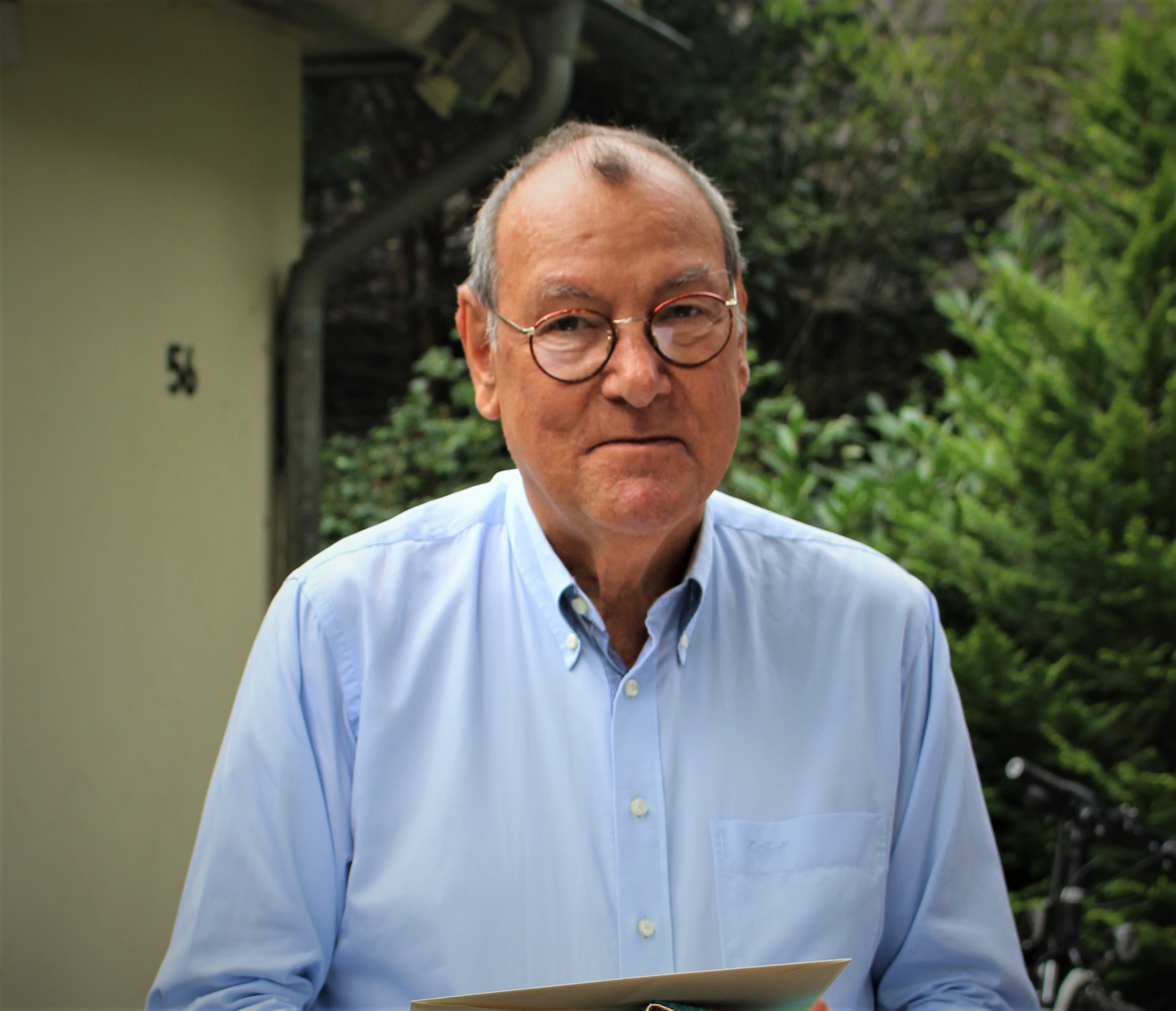
Franz-Joseph Peine an seinem 70. Geburtstag, 2016

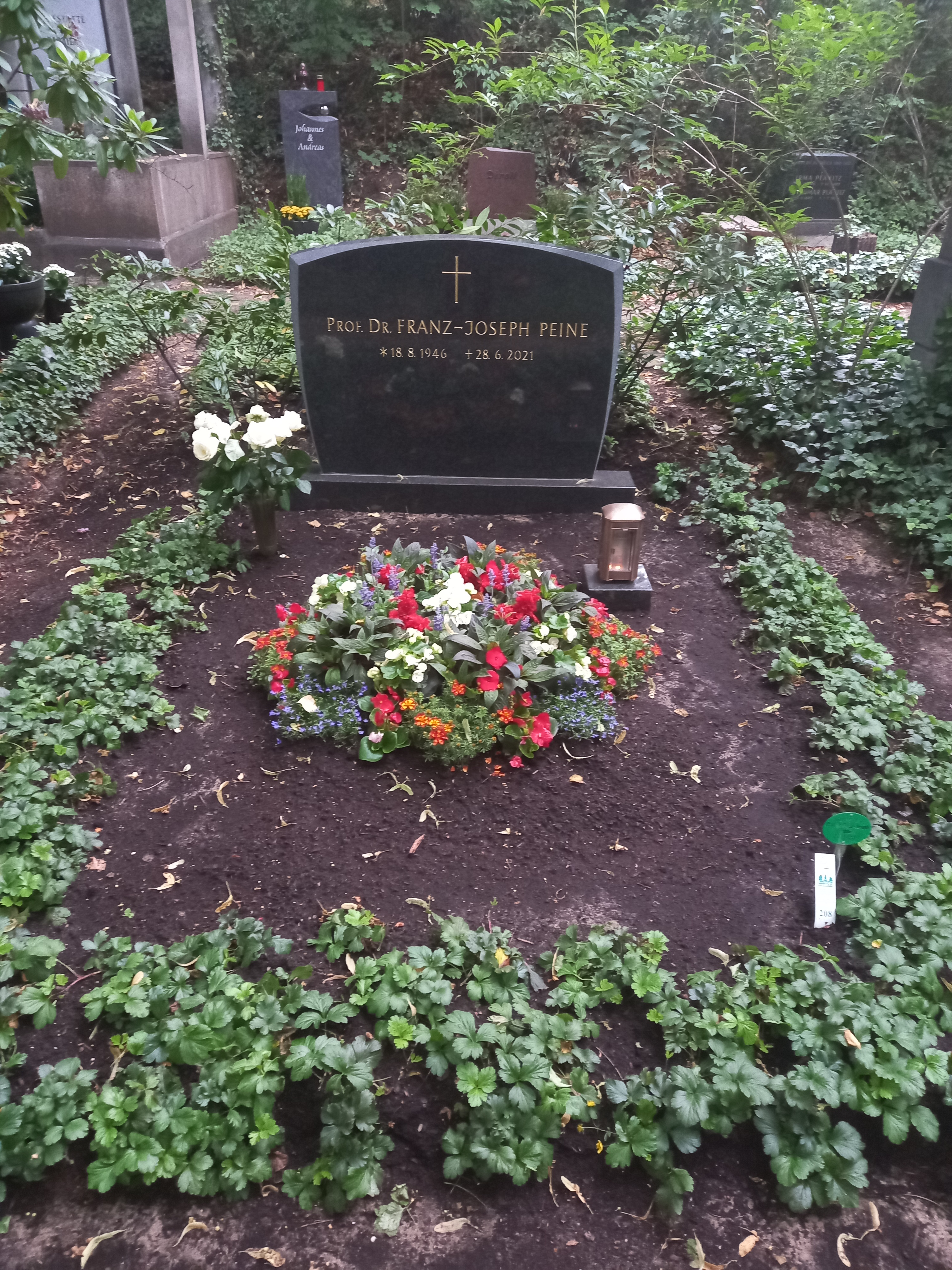
Das Grab von Franz-Joseph Peine auf dem Friedhof Heerstraße in Berlin

Franz-Joseph Peine (* 18. August 1946 in Detmold; † 28. Juni 2021) war ein Staats- und Verwaltungsrechtler.

## Leben
Zwischen 1953 und 1969 besuchte Peine die Schule, absolvierte eine Lehre und leistete Dienst bei der Bundeswehr. 1969 nahm er an der Universität Göttingen das Studium der Rechtswissenschaft auf; das er später an der Universität Bielefeld fortsetzte. Nach dem ersten Juristischen Staatsexamen 1974 folgte das Rechtsreferendariat; zugleich war Peine Wissenschaftliche Hilfskraft am Lehrstuhl für Öffentliches Recht an der Rechtswissenschaftlichen Fakultät der Universität Bielefeld unter den Lehrstuhlinhabern Willi Blümel und – ab 1975 – unter Hans-Jürgen Papier. 1976 legte er die Zweite Juristische Staatsprüfung ab.
Im Anschluss daran war Peine als Verwalter der Stelle eines Wissenschaftlichen Assistenten tätig; 1978 wurde er zum Wissenschaftlichen Assistenten ernannt. Im selben Jahr erfolgte die Promotion zum Dr. jur. 1982 wurde er mit der Habilitationsschrift „Systemgerechtigkeit“ und dem Vortrag „Normenkontrolle und konstitutionelles System“ für die Fächer Staats- und Verwaltungsrecht habilitiert.
Im Wintersemester 1982/83 nahm er Lehrstuhlvertretungen in Mannheim und im Sommersemester 1983 sowie Wintersemester 1983/84 in Göttingen wahr. Von 1984 bis 1990 war Peine dann Professor für Öffentliches Recht am Fachbereich Rechtswissenschaften der Universität Hannover und Prüfer am Justizprüfungsamt des Landes Niedersachsen, von 1990 bis 1995 Professor für Öffentliches Recht am Fachbereich Rechtswissenschaft der Freien Universität Berlin sowie Prüfer am Justizprüfungsamt des Landes Berlin und von 1995 bis 2000 Professor für Öffentliches Recht an der Universität Göttingen am Lehrstuhl für Öffentliches Recht, insbesondere Deutsches und Europäisches Verwaltungsrecht; ab dem 1. Oktober 2000 war er Professor für Öffentliches Recht unter Betonung des Verwaltungsrechts an der Europa-Universität Viadrina in Frankfurt (Oder).
Am 21. April 2004 wurde ihm die Ehrendoktorwürde durch den Senat der Universität Miskolc (Ungarn) verliehen.
Peine nahm rechtsgutachterliche Tätigkeiten für verschiedene Bundes- und Landesministerien auf dem Gebiet des Öffentlichen Rechts, insbesondere des Planungs- und des Umweltrechts sowie rechtsgutachterliche Tätigkeit für Kommunen, Verbände und Privatunternehmen wahr; er war zudem mehrfach Sachverständiger bei Anhörungen in Parlamentsausschüssen und Mitglied in verschiedenen Kommissionen. Im September 2019 gehörte er zu den etwa 100 Staatsrechtslehrern, die sich mit dem offenen Aufruf zum Wahlrecht Verkleinert den Bundestag! an den Deutschen Bundestag wandten.
Er war Mitglied der Braunschweigischen Wissenschaftlichen Gesellschaft und Direktor des Zentrums für Rechts- und Verwaltungswissenschaften an der Brandenburgischen Technischen Universität Cottbus.

## Privates
Peine war seit dem 28. Juli 1978 mit Hannelore Magdalena Orth-Peine verheiratet; sie haben drei Söhne.